# (17049) Miron
(17049) Miron (1999 FJ34) – planetoida z pasa głównego asteroid okrążająca Słońce w ciągu 4,04 lat w średniej odległości 2,53 j.a. Odkryta 19 marca 1999 roku.